# Un trueno lejano
Un trueno lejano (en bengalí: অশনি সংকেত; translit. Ashani Sanket) es una película bengalí de 1973 dirigida por el director Satyajit Ray, basada en la novela homónima de Bibhutibhushan Bandopadhyay. 
Al contrario de la mayoría de los primeros films de Ray, Un trueno lejano fue rodada en color. Está protagonizada por Soumitra Chatterjee, habitual en las películas de Ray, y la actriz bangladesí Bobita en su único papel a nivel internacional. Está incluida en la The New York Times Guide to the Best 1,000 Movies Ever Made. La película consiguió el Oso de Oro en el Festival de Berlín de 1973.

## Argumento
La película está situada en un pueblo de la provincia de la India de Bengal durante la Segunda Guerra Mundial y retrata el efecto de la hambruna en Bengala de 1943 a través de los ojos del joven médico y profesor Gangacharan y su mujer Angana. Ray muestra la escala humana de un evento cataclísmico que mató a más de 3 millones de personas. La película se desarrolla a un ritmo pausado que refleja los ritmos de la vida en el pueblo, pero que poco a poco muestra la ruptura de las normas tradicionales del pueblo bajo la presión del hambre y la inanición.

## Reparto
- Soumitra Chatterjee - Gangacharan Chakravarti
- Bobita - Angana
- Chitra Banerjee - Moti
- Govinda Chakravarti - Dinabandhu
- Anil Ganguly - Nibaran
- Noni Ganguly - Jadu
- Debatosh Ghosh - Adhar
- Ramesh Mukherjee - Biswas
- Sheli Pal - Mokshada
- Suchita Ray Chaudhury - Khenti
- Sandhya Roy - Chutki
- Mrityunjay Sil - Ajay (Cameo)[2]

## Producción
Vincent Canby de The New York Times calificó la película de "conmovedora" y "elegíaca". Comenta que la película "tiene el impacto de una epopeya sin que parezca quererlo" y señaló varias conexiones con la propia Trilogía de Apu de Ray (en su casting de Chatterjee y en ser una adaptación de otra novela de Bibhutibhushan Bandopadhyay). "Es, sin embargo, muy diferente de esas primeras películas", escribe, "es el trabajo de un director que ha aprendido el valor de la economía narrativa hasta tal punto que 'Distant Thunder', que se desarrolla en el contexto de la hambruna 'provocada por el hombre' que acabó con 5 millones de personas en 1943, tiene la simplicidad de una fábula." Tom Milne de Time Out califica a la película como un film soberbio. Jay Cocks escribió en el Time: "Un trueno lejano tiene la realidad deliberada y sin adornos de un cuento popular, una fábula de una catástrofe que se avecina y se agranda". Califica la película de "soberbia y dolorosamente simple... Números tan grandes como ["5 millones"] pueden ser peligrosos. Una tragedia de tal magnitud se convierte en un acontecimiento abstraído por la aritmética. Pero el arte de Ray altera la escala. Su concentración en unas pocas víctimas de la hambruna hace que una pérdida tan masiva se convierta en real, inmediata. Ray hace que los números cuenten."